# Interzonenturnier Manila 1976
Das Interzonenturnier Manila 1976 wurde im Juni und Juli 1976 als Rundenturnier mit 20 Teilnehmern in Manila ausgetragen. Es wurde vom Weltschachbund FIDE organisiert und sollte drei weitere Teilnehmer der Kandidatenwettkämpfe zur Schachweltmeisterschaft 1978 ermitteln. 

## Abschlusstabelle
|    | Teilnehmer                | 01 | 02 | 03 | 04 | 05 | 06 | 07 | 08 | 09 | 10 | 11 | 12 | 13 | 14 | 15 | 16 | 17 | 18 | 19 | 20 | Punkte |
| -- | ------------------------- | -- | -- | -- | -- | -- | -- | -- | -- | -- | -- | -- | -- | -- | -- | -- | -- | -- | -- | -- | -- | ------ |
| 01 | Henrique da Costa Mecking |    | ½  | ½  | 1  | ½  | ½  | ½  | 1  | ½  | 0  | ½  | 1  | ½  | 1  | 1  | ½  | ½  | 1  | 1  | 1  | 13     |
| 02 | Lew Polugajewski          | ½  |    | 0  | ½  | ½  | ½  | ½  | ½  | 1  | ½  | 1  | ½  | ½  | 1  | ½  | 1  | 1  | ½  | 1  | 1  | 12½    |
| 03 | Vlastimil Hort            | ½  | 1  |    | 0  | ½  | 0  | ½  | 0  | ½  | ½  | 1  | ½  | 1  | ½  | 1  | 1  | 1  | 1  | 1  | 1  | 12½    |
| 04 | Witali Zeschkowski        | 0  | 1  | ½  |    | ½  | ½  | 0  | 1  | ½  | ½  | ½  | ½  | 0  | 1  | 1  | 1  | 1  | ½  | 1  | 1  | 12     |
| 05 | Zoltán Ribli              | ½  | ½  | ½  | ½  |    | 1  | 1  | 1  | ½  | 0  | ½  | 0  | 1  | 1  | ½  | 0  | ½  | ½  | 1  | 1  | 11½    |
| 06 | Ljubomir Ljubojević       | ½  | ½  | 1  | ½  | 0  |    | 0  | 0  | 1  | ½  | 0  | ½  | 1  | 1  | 1  | 1  | ½  | 1  | ½  | 1  | 11½    |
| 07 | Lubomir Kavalek           | ½  | ½  | ½  | 1  | 0  | 1  |    | ½  | ½  | 1  | ½  | 1  | 0  | ½  | 0  | 0  | ½  | ½  | 1  | 1  | 10½    |
| 08 | Óscar Panno               | 0  | ½  | 1  | 0  | 0  | 1  | ½  |    | 1  | 1  | 0  | ½  | ½  | 0  | ½  | ½  | 1  | 1  | ½  | 1  | 10½    |
| 09 | Juri Balaschow            | ½  | 0  | ½  | ½  | ½  | 0  | ½  | 0  |    | 1  | ½  | ½  | ½  | 1  | ½  | ½  | 1  | 1  | 1  | ½  | 10½    |
| 10 | Boris Spasski             | 1  | ½  | ½  | ½  | 1  | ½  | 0  | 0  | 0  |    | ½  | 1  | ½  | ½  | ½  | ½  | ½  | ½  | ½  | 1  | 10     |
| 11 | Florin Gheorghiu          | ½  | 0  | 0  | ½  | ½  | 1  | ½  | 1  | ½  | ½  |    | 1  | ½  | ½  | ½  | ½  | 0  | ½  | 1  | ½  | 10     |
| 12 | Wolfgang Uhlmann          | 0  | ½  | ½  | ½  | 1  | ½  | 0  | ½  | ½  | 0  | 0  |    | 1  | 1  | ½  | 1  | 1  | ½  | 0  | 1  | 10     |
| 13 | Sergio Mariotti           | ½  | ½  | 0  | 1  | 0  | 0  | 1  | ½  | ½  | ½  | ½  | 0  |    | 1  | ½  | ½  | 1  | 1  | 1  | 0  | 10     |
| 14 | Miguel Quinteros          | 0  | 0  | ½  | 0  | 0  | 0  | ½  | 1  | 0  | ½  | ½  | 0  | 0  |    | 1  | 1  | 1  | 1  | 1  | 1  | 9      |
| 15 | Walter Browne             | 0  | ½  | 0  | 0  | ½  | 0  | 1  | ½  | ½  | ½  | ½  | ½  | ½  | 0  |    | 1  | 1  | ½  | 0  | 1  | 8½     |
| 16 | Eugenio Torre             | ½  | 0  | 0  | 0  | 1  | 0  | 1  | ½  | ½  | ½  | ½  | 0  | ½  | 0  | 0  |    | 0  | 1  | 1  | 0  | 7      |
| 17 | Peter Biyiasas            | ½  | 0  | 0  | 0  | ½  | ½  | ½  | 0  | 0  | ½  | 1  | 0  | 0  | 0  | 0  | 1  |    | 1  | ½  | 0  | 6      |
| 18 | Ludek Pachman             | 0  | ½  | 0  | ½  | ½  | 0  | ½  | 0  | 0  | ½  | ½  | ½  | 0  | 0  | ½  | 0  | 0  |    | ½  | ½  | 5      |
| 19 | Tan Lian Ann              | 0  | 0  | 0  | 0  | 0  | ½  | 0  | ½  | 0  | ½  | 0  | 1  | 0  | 0  | 1  | 0  | ½  | ½  |    | ½  | 5      |
| 20 | Khosro Harandi            | 0  | 0  | 0  | 0  | 0  | 0  | 0  | 0  | ½  | 0  | ½  | 0  | 1  | 0  | 0  | 1  | 1  | ½  | ½  |    | 5      |